# Septembre 1934

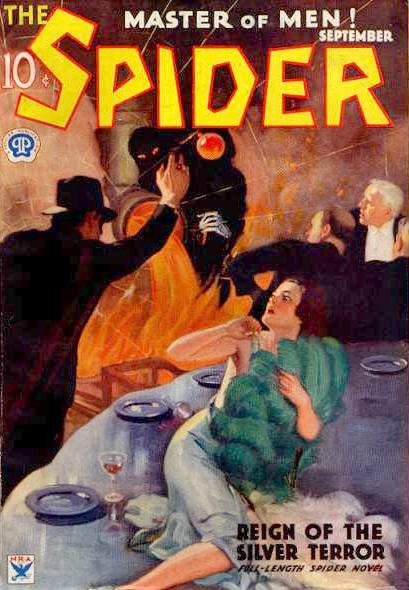

## Événements
- 1er septembre : 
  - Lancement de L'Étudiant noir à Paris ;
  - Gouvernement populiste de José María Velasco Ibarra en Équateur (1934-1935, 1944-1947, 1952-1956, 1960-1961, 1968-1972) ;
  - premier vol du Loire 46 ;
  - création de la compagnie aérienne mexicaine Aeroméxico.

- 3 septembre : 
  - Bourguiba et les dirigeants du Néo-Destour sont arrêtés et assignés à résidence dans le sud de la Tunisie ;
  - Nouveau traité de réciprocité entre Cuba et les États-Unis. L’amendement Platt est retiré de la Constitution cubaine.

- 7 septembre : inauguration de l'exploitation de la Régie Air Afrique: une liaison postale Alger-Niamey sur Bloch MB.120.

- 8 septembre : premier vol du de Havilland DH.88 Comet.

- 9 septembre : Grand Prix automobile d'Italie.

- 11 septembre : Espagne : les communistes décident de soutenir l’Alliance ouvrière socialiste de Francisco Largo Caballero.

- 12 septembre : 
  - signature de l’Entente balte entre l’Estonie, la Lituanie et la Lettonie ;
  - Premier vol du chasseur britannique Gloster Gladiator.

- 18 septembre : entrée de l'URSS à la Société des Nations. Représentant son pays à la SDN, le commissaire soviétique chargé des Affaires étrangères, Maxim Litvinov, n’a de cesse entre 1934 et 1939 que les puissances occidentales fassent front contre le fascisme.

- 21 septembre : le typhon Muroto de 1934 fait de 3 000 à 4 000 morts à Honshū au Japon. Muroto est dévasté.

- 23 septembre : Grand Prix automobile d'Espagne.

- 26 septembre : devant 200 000 personnes à Glasgow, la reine Mary baptise le paquebot Queen Mary lors de son lancement.

- 30 septembre : Grand Prix automobile de Tchécoslovaquie.

## Naissances
- 4 septembre :  Edouard Khil, chanteur, trolleur russe († 4 juin 2012).
- 5 septembre : Paul Josef Cordes, cardinal allemand, président du Conseil pontifical Cor Unum († 15 mars 2024).
- 7 septembre : Mary Bauermeister, artiste allemande († 2 mars 2023).
- 14 septembre :
  - Eddie Clamp, footballeur anglais († 10 novembre 1995).
  - Henri Grange, basketteur français.
  - Sarah Kofman, philosophe et écrivaine française († 15 octobre 1994).
  - Kate Millett, écrivaine féministe américaine († 6 septembre 2017).
- 16 septembre : 
  - George Chakiris, acteur et danseur américain.
  - Elgin Baylor, basketteur américain († 22 mars 2021).
- 20 septembre : Sophia Loren, actrice italienne.
- 21 septembre : Leonard Cohen, poète, écrivain, chanteur et compositeur canadien († 7 novembre 2016).
- 22 septembre : 
  - Lute Olson, basketteur américain († 27 août 2020).
  - Philippe Bruneau, musicien canadien († 8 août 2011).
- 23 septembre : Franc Rodé, cardinal slovène, préfet de la Congrégation pour les instituts de vie consacrée et les sociétés de vie apostolique.
- 24 septembre : Maria-Pia de Savoie, fille aînée du roi Humbert II d'Italie et de Marie-José de Belgique.
- 27 septembre : Wilford Brimley, acteur américain († 1er août 2020).
- 28 septembre : Brigitte Bardot, actrice française.
- 30 septembre : Charles Juliet, écrivain français († 27 juillet 2024).